# Proterhinus samoae
Proterhinus samoae is een keversoort uit de familie Belidae. De wetenschappelijke naam van de soort is voor het eerst geldig gepubliceerd in 1907 door Perkins.